# Ichneumon contrectator
Ichneumon contrectator là một loài tò vò trong họ Ichneumonidae.